# Chilopod
Chilopodele (din cuvântul din greaca antică χεῖλος,  kheilos, "buză", și sufixul neolatin -poda, "picior", referindu-se la morfologia primei perechi de picioare, dotate cu clești și numite forcipula în latină) reprezintă organisme artropode care aparțin clasei Chilopoda. Ele sunt carnivore, insectivore, preponderent nocturne și de uscat. Chilopodele sunt prădători și se hrănesc cu insecte, viermi și reptile mici. Printre cele mai răspândite specii este Scutigera coleoptrata și scolopendrele.

## Organizarea structurală
Chilopodele au o regiune de cefalotorace evidențiată, restul corpului este împărțit în segmente separate. Ele de asemenea au mandibule, formate din piese bucale nedezvoltate. Prima pereche de apendici conțin substanțe toxice, care sunt introduse în victimă. Fiecare segment are câte o pereche de membre. Numărul total de picioare variază de la 30 la 300. Sistemul respirator este format de trahei, care se deschid prin exoschelet.

## Medii de trai
Chilopodele preferă să trăiască într-un mediu umed și întunecos. Mediul de trai în care centipedele sunt cel mai des întâlnite este câmpia. Multe chilopode trăiesc în casele oamenilor, și anume în locurile umede, ca baia sau subsolul. Unele trăiesc sub coaja copacilor uscați. Ele sunt animale prădătoare care vânează insecte, viermi, păianjeni și reptile mici, dar în cazul unora, și unele specii de animale mici, ca de exemplu șoareci, șobolani etc. Chilopodele și păianjenii sunt prădători reciproci și concurenți, vânându-se și reciproc între ei.

## Studii

### În România
În România chilopodele au fost studiate de Z. Matic, C. Prunescu. 
Printre cele mai cunoscute specii este Scutigera coleoptrata, o chilopodă comună, întâlnită frecvent și în casele oamenilor.

## Clasificarea chilopodelor
- Clasificarea chilopodelor